# История Виргинии (картина Боттичелли)
«История Виргинии» (итал. Storie di Virginia), также известна как «История святой Виргинии» — картина с драматическим сюжетом, принадлежащая кисти итальянского живописца Сандро Боттичелли. Произведение относится к позднему периоду творчества художника.  Является темперной панелью 86 см в высоту и 165 см в ширину. Выполнена в характерной для раннего периода эпохи Возрождения манере, и сочетает в себе несколько сцен, читающихся слева направо:
- Виргиния, ставшая объектом страсти сенатора Аппия Клавдия, подвергается нападению со стороны его подчинённого Тацита, который пытается склонить девушку к взаимности с её обожателем;
- Девушка отказывается жить с ним по доброй воле; Тацит насильно уводит Виргинию на суд под председательством Аппия Клавдия, где её объявляют рабыней[3];
- За Виргинию вступаются отец и жених и взывают к справедливости;
- Отец девушки, желая сохранить честь семьи, убивает дочь и пускается в бегство верхом на коне.

В соответствии с особенностями последнего периода творчества Боттичелли, небольшие персонажи словно сливаются с фоном, несмотря на это их контуры остаются четкими и выразительные благодаря насыщенной цветовой гамме одежды, акцентированным архитектурным линиям и выразительным жестам и выражениям лиц.